# Seat León
 For alternative betydninger, se Leon. (Se også artikler, som begynder med Leon)
SEAT León er en lille mellemklassebil fra den spanske bilfabrikant SEAT, som er opkaldt efter den spanske provinshovedstad León. Modellen er siden efteråret 1999 blevet fremstillet i indtil videre tre generationer.
Modellen deler teknisk basis med den tidssvarende generation af Volkswagen Golf.

## Overblik over de enkelte generationer
- SEAT León I
1999−2006
- SEAT León II
2005−2012
- SEAT León III
2012−2020
- SEAT León IV
2020−